# Рауль Севілья Манглапус
Рауль Севілья Манглапус (20 жовтня 1918, Маніла, Філіппіни — 25 липня 1999, Мунтінлупа, Велика Маніла, Філіппіни) — філіппінський політик. Міністр закордонних справ Філіппін (1957), (1986—1992).

## Життєпис
Народився 20 жовтня 1918 року в місті Маніла у сім'ї конгресмена Валентина Манглапуса з Ілокоса Сура та Юстіни Севілли з Малабону, Різаль. Він закінчив середню школу в Атенео де Маніла з відзнакою і закінчив право в університеті Санто Томаса. Він був національним міжвузівським ораторським чемпіоном 1940 року. Закінчив Джорджтаунському університеті в США, за освітою юрист.
У 1942 році японська військова поліція заарештувала його в Манілі та ув'язнила у форт Сантьяго за пропагандистські дії. Засуджений до ув'язнення в Мунтінлупі в 1943 році, він втік у серпні 1944 року і приєднався до партизан.
У 1945—1946 роках жив у США, керував відділом радіопропаганди «Автономного уряду Філіппін», одночасно здав іспит на право працювати адвокатом. У складі філіппінської делегації був присутній при підписанні капітуляції Японією 2 вересня 1945 року.
З 1946 року займався приватною юридичною практикою на Філіппінах, вів викладацьку та наукову роботу.
У 1954—1957 роках — заступник міністра, в 1957 році — міністр закордонних справ, генеральний секретар СЕАТО. Був членом Ліберальної партії, потім Партії націоналістів. У 1965 році заснував Прогресивну партію. У 1968—1972 роках голова Християнського соціального руху. У 1961—1967 рр. та в 1987 році був сенатором. У 1965 році балотувався на посаду президента Філіппін.
У 1972 році заарештований і в 1973 році змушений покинути країну через авторитарну політику президента Фердинанда Маркоса. Протягом 13 років перебував у вигнанні в США, керував «Рухом за вільні Філіппіни», він викладав у Школі міжнародної служби Американського університету та обіймав посаду президента Міжнародної демократії, організації світових лідерів у вигнанні, що прагнули відновлення та встановлення свободи у відповідних країнах. У 1981—1986 рр. — президент International Center for Development Policy у Вашингтоні.
У 1986 році повернувся до Філіппін, очолив Національний союз християнських демократів. У 1987—1992 рр. — міністр закордонних справ Філіппін. На цій посаді пережив скандал, пов'язаний з його коментарем з приводу насильства в окупованому Іраком Кувейті, щодо філіппінців, які приїхали в цю країну на заробітки як прислуга. Манглапус зазначив, що це було неминуче і порадив своїм співвітчизникам розслабитися і дістати задоволення.
З 1992 року — голова Державної нафтової компанії, водночас очолював Національний союз християнських демократів. Захоплювався музикою, написав безліч музичних композицій, виступав як піаніст і ударник в джаз-оркестрі Маніли. У 1996 році, коли президент Білл Клінтон відвідав Філіппіни, він зіграв на саксофоні з Раулем Манглапусом та його оркестром. До складу колективу входять його друзі з бізнесу, уряду та дипломатичного корпусу, і в даний час входить головний архітектор країни, голова USAID у Манілі, доктор богослов'я та колишня перша леді Амеліта Рамос.
25 липня 1999 року помер від раку горла.

## Автор книг
- Will of the People, Freedom House, New York, 1896; Перо для демократії, МПФ Вашингтон, округ Колумбія, 1983;
- Філіппіни; Мовчазна демократія, Книга Орбіса, Нью-Йорк, 1976;
- Земля неволі, Земля вільних, Солідарідад, Маніла, 1963 рік.

## Автор музики
Як драматург і музикант, він написав музику, тексти та лібрето «Маніфестної долі: Янкі Панкі», музичної комедії, яка сатиризує Філіппінську боротьбу за свободу і демократію проти Іспанії та США на зламі століть.